# Nazionale maschile di pallacanestro delle Isole Cook
La nazionale di pallacanestro delle Isole Cook è la rappresentativa cestistica delle Isole Cook ed è posta sotto l'egida della Federazione cestistica delle Isole Cook.